# Maria Theiss
Maria Theiss (ur. 1977) – polska politolożka, doktor habilitowana nauk społecznych, adiunkt na Wydziale Nauk Politycznych i Studiów Międzynarodowych Uniwersytetu Warszawskiego. Specjalistka w zakresie polityki społecznej.  

## Kariera naukowa
W dniu 28 czerwca 2006 r. uzyskała na ówczesnym Wydziale Dziennikarstwa i Nauk Politycznych UW stopień doktora nauk humanistycznych w zakresie nauki o polityce na podst. pracy Kapitał społeczny jako kategoria polityki społecznej. Studium teoretyczno-empiryczne, której promotorką była Barbara Szatur-Jaworska. 20 lutego 2019 r. uzyskała na tym samym wydziale, noszącym już wówczas nazwę Wydziału Nauk Politycznych i Studiów Międzynarodowych UW, stopień doktora habilitowanego nauk społecznych w dyscyplinie nauk o polityce na podst. dorobku naukowego i rozprawy Partycypacja obywatelska i obywatelstwo społeczne w polityce społecznej. 
Należała do kadry naukowo-dydaktycznej Instytutu Polityki Społecznej UW, gdzie w latach 2007-2013 była kierownikiem studiów stacjonarnych na kierunku polityka społeczna, zaś od 2013 do 2014 roku wicedyrektorką Instytutu ds. studenckich. Po reorganizacji wydziału z 2019 r., w ramach której instytuty zostały rozwiązane i zastąpione przed katedry, weszła w skład zespołu Katedry Metodologii Badań nad Polityką. 
W latach 2008–2020 była zastępczynią redaktor naczelnej czasopisma naukowego Problemy Polityki Społecznej, zaś w 2020 r. objęła kierownictwo tego tytułu. 